# 麥克爾羅伊冰川
70°58′S 166°58′E / 70.967°S 166.967°E
麥克爾羅伊冰川（英語：McElroy Glacier），是南極洲的冰川，位於維多利亞地的彭內爾海岸，處於馬修斯嶺以西，最終注入巴內特冰川，美國地質調查局根據測量和該國海軍的空中照片繪入地圖，現時由南極條約體系管理。

## 外部連結
. . United States Geological Survey.   [2013-09-06].